# Municipio de Taylor (condado de Dubuque)
El municipio de Taylor (en inglés: Taylor Township) es un municipio ubicado en el condado de Dubuque en el estado estadounidense de Iowa. En el año 2010 tenía una población de 3872 habitantes y una densidad poblacional de 41,21 personas por km².

## Geografía
El municipio de Taylor se encuentra ubicado en las coordenadas 42°25′36″N 90°57′22″O / 42.42667, -90.95611. Según la Oficina del Censo de los Estados Unidos, el municipio tiene una superficie total de 93.97 km², de la cual 93,97 km² corresponden a tierra firme y (0 %) 0 km² es agua.

## Demografía
Según el censo de 2010, había 3872 personas residiendo en el municipio de Taylor. La densidad de población era de 41,21 hab./km². De los 3872 habitantes, el municipio de Taylor estaba compuesto por el 96,38 % blancos, el 0,52 % eran afroamericanos, el 2,3 % eran asiáticos, el 0,28 % eran isleños del Pacífico, el 0,28 % eran de otras razas y el 0,23 % eran de una mezcla de razas. Del total de la población el 0,85 % eran hispanos o latinos de cualquier raza.